# 버블티
버블티(영어: Bubble tea)는 중화민국에서 개발된 차 음료로 홍차나 우롱차, 녹차 등 차 종류와 우유 또는 식물성 밀크, 그리고 설탕 등 감미료를 섞어 만든 밀크티나 다른 차 음료에 타피오카 펄을 넣은 것이다. 펄 외에 선초 젤리나 커피 젤리 같은 젤리 류나 푸딩 등을 함께 넣어 만들기도 한다.
타피오카 펄을 넣지 않고 젤리만 넣은 버전도 있다. 패션프루트와 우롱차 등만 넣어 만든 버블티처럼 밀크티가 아닌 버전도 존재하며, 토란과 우유만 넣어 만든 버블티처럼 차를 넣지 않고 만든 버전도 있다. 주로 차갑게 해서 마시지만, 따뜻하게 마시는 경우도 있다.
현재는 초코맛, 우유맛, 사과맛, 딸기맛, 블루베리맛, 코코넛맛, 흑당맛 등 여러 종류의 버블티가 출시되고 있다.

## 국가별 명칭

### 중화권
발상지인 중화민국 등 중화권에서는 버블티를 "펄 밀크티"라고 부른다. 중화인민공화국에서는 버블티를 "펄 밀크티"라는 뜻의 전주나이차(중국어: 珍珠奶茶, 병음: zhēnzhū nǎi chá)나, "보바 밀크티"라는 뜻의 보바나이차(중국어: 波霸奶茶, 병음: bōbà nǎi chá)라 발음하며, 중화민국에서는 버블티를 펄 밀크티라는 뜻의 친추 구리응떼(대만어: Chin-chu gû-leng tê)라고 발음한다. 나이차(중국어: 奶茶)가 밀크티를 뜻하기 때문에 우유가 들어가지 않은 것은 중화인민공화국에서 "전주나이차"로 부르지 않는다. 중화인민공화국에서는 차와 부재료 종류에 따라 "패션프루트 버블 홍차"라는 뜻의 바이샹궈전주훙차(중국어: 百香果珍珠紅茶), "버블 우롱 밀크티"라는 뜻의 "전주우룽나이차(중국어: 珍珠烏龍奶茶)", "버블 레몬 녹차"라는 뜻의 전주닝멍뤼차(중국어: 珍珠檸檬綠茶) 등으로도 발음한다.

### 영어권
영어권에서는 "거품 차"라는 뜻의 버블 티(영어: bubble tea)나 보바(영어: boba), 보바 티(영어: boba tea) 등으로 발음하며 "버블 티"의 "버블(영어: bubble)"은 타피오카 펄이 아닌 버블티를 흔들었을 때 생기는 거품 층을 의미한다. 영어권에서 펄을 부르는 보바는 중화권에서의 용어인 '보바(중국어: 波霸)'를 따 왔다.

### 기타
대한민국을 포함한 여러 국가들에서는 중국어 이름이나 영어 이름을 번역 또는 음차한 이름을 사용하며 일본에서는 버블티를 "타피오카티(일본어: タピオカティー)", 또는 "타피오카(일본어: タピオカ)"라고 부른다.

## 역사
1980년대에 중화민국에서 개발되었으며, 1986년 타이난의 한린차관(翰林茶館)에서 처음 만들어졌다는 주장과 1987년 타이중의 춘수이탕(春水堂)에서 처음 만들어졌다는 주장이 있다.
대한민국에서는 2000년대 초반에 공차, 아마스빈을 비롯한 여러 버블티 전문점이 생기기 시작했다.
미국에서는 캐나다를 거쳐 도입되어 미국 서해안을 통해 유행하기 시작하였다. 지금은 곳곳에서 밀크티를 파는 것을 볼 수 있다.

## 기업

### 중화민국기업
- 팔공티[8]

### 대한민국기업
- 아마스빈[9]
- 공차
- 차얌

### 미국기업
- 공차[10][주 1]

## 같이 보기
- 공차
- 팔공티
- 아마스빈
- 알로에 펄
- 타피오카 펄
- 흑당 버블티
- 우유 버블티
- 딸기 버블티
- 초코 버블티

### 내용주
1. ↑  원래 본사는 중화민국에 있었으나 2017년 공차코리아에서 본사를 인수하였으며, 2019년에 미국의 TA Associates에 추가적으로 매각되었다.